# Paul Jean-Ortiz
Paul Jean-Ortiz est un sinologue et diplomate français né le 19 mars 1957 à Casablanca au Maroc et mort le 31 juillet 2014  à Paris 15e. Du 9 mai 2012 à son décès, il a été le conseiller diplomatique et sherpa du président François Hollande.

## Biographie
Né d'un père républicain espagnol le 19 mars 1957 à Casablanca, au Maroc, Paul Jean-Ortiz est titulaire d'une licence de chinois de l'université Paris-VII, diplômé de l'Institut d'études politiques d'Aix-en-Provence. En 1980-1981, il est étudiant en échange à l'Université de Pékin. Durant sa jeunesse, il est proche des milieux trotskistes.
Se lançant dans la carrière diplomatique, il est nommé successivement troisième secrétaire à Pékin (1987-1988), secrétaire adjoint des affaires étrangères (Orient) au ministère de la Coopération et du Développement (1991-1992), consul général à Canton (1992-1993), deuxième secrétaire à Pékin (1993-1995), premier conseiller à Hanoï (1995-1997), ministre-conseiller à Pékin (2000-2005) puis à Madrid (2005-2009). Après les Manifestations de la place Tian'anmen, il est un des acteurs de l'opération Yellow Bird qui permet l'exfiltration via Hong Kong de démocrates chinois par la France, les États-Unis et la Grande-Bretagne.
Conseiller du ministre Hubert Védrine de 1997 à 2000, il devient directeur Asie et Océanie  au ministère des Affaires étrangères en septembre 2009. Spécialiste de la Chine, il parle couramment le chinois.
Le 17 mai 2012, il est nommé conseiller diplomatique et sherpa du président François Hollande où il travaille à renouer les relations de la France avec Pékin. Il aurait été influent dans la décision de lancer l’opération Serval au Mali et aurait anticipé la défection américaine pour le projet d'une intervention militaire en Syrie en 2013.
Il meurt d'un cancer le 31 juillet 2014.